# Cheilotrichia sulfureoclavata
Cheilotrichia sulfureoclavata är en tvåvingeart som först beskrevs av Alexander 1930.  Cheilotrichia sulfureoclavata ingår i släktet Cheilotrichia och familjen småharkrankar. Inga underarter finns listade i Catalogue of Life.